# YEN卒業記念アルバム
『YEN卒業記念アルバム』（イエンそつぎょうきねんアルバム）は、1985年5月25日に発売されたアルファレコード内のレーベル、YENレーベル所属アーティストによるコンピレーション・アルバム。

## 解説
レコードの帯コピーには『YENレーベルのアーティスト全員参加による新曲「また会う日まで」収録。YENレーベルの作品から各アーティスト自身が1曲ずつ選び、「リミックス&ニュー・レコーディング・ヴァージョン・グレイテスト・ヒッツ・オブYEN」を制作。全17曲。』と記されている。

## 背景
1982年、細野晴臣・高橋幸宏が中心となって設立されたYENレーベルであったが、1983年のイエロー・マジック・オーケストラ（以下、YMO）の散開（解散）、1984年に細野がテイチクに移籍、自身のレーベルを2つ新規に発足したこと、同時期に高橋がキャニオン・レコードに移籍したこと等の経緯より設立者の2人がYENレーベルから離れたことから、アルファレコードの声掛けにより細野・高橋を中心にYENレーベル所属アーティストで作られた、最初で最後のコンピレーション・アルバム。
12インチ・シングルとLPレコードの2枚組から構成されており、12インチ・シングルに収録された、「また会う日まで〜GOD BE WITH YOU TILL WE MEET AGAIN（讃美歌405番）」と「PLATONIC STOCHASTIC 騒音譚詩」の2曲のみYENレーベル所属アーティスト全員参加となっている。
原則としてYENレーベル所属時に発表した楽曲で構成されているが、YMOの「ライディーン」に関しては1979年発売のアルバム『ソリッド・ステイト・サヴァイヴァー』からのリカットシングルであり、YENレーベルから初出・発売された楽曲ではない。

## 収録曲

### CD
1. また会う日まで〜GOD BE WITH YOU TILL WE MEET AGAIN（讃美歌405番）／YEN ARTISTS
  - 編曲：細野晴臣・高橋幸宏
2. RYDEEN（REMIX VERSION）／イエロー・マジック・オーケストラ
  - 作曲：高橋幸宏　編曲：イエロー・マジック・オーケストラ
3. ROCK（NEW RECORDING）／立花ハジメ
  - 作詞･作曲･編曲：TECHIES
4. STICKY MUSIC（REMIX FRENCH VERSION）／サンディー&ザ・サンセッツ
  - 作詞：クリス・モズデル　仏訳：Pascal Borel,Evelyne Bennue
  - 作曲･編曲：細野晴臣
5. マロニエ読本（REMIX VERSION）／ゲルニカ
  - 作詞：太田螢一　作曲･編曲：上野耕路
6. PETIT PARADIS（ENGLISH VERSION）／越美晴
  - 作詞･作曲：越美晴　英訳：Fay Lovsky　編曲：TUTU
7. POKALA（REMIX VERSION）／イノヤマランド
  - 作曲･編曲：INOYAMA LAND
8. 西安の子供市場（REMIX VERSION）／太田螢一
  - 作詞：太田螢一　作曲･編曲：上野耕路
9. ADAGIETTO（REMIX VERSION）／上野耕路
  - 作曲･編曲：上野耕路
10. IT'S GONNA WORK OUTREMIX VERSION）／高橋幸宏
  - 作詞：高橋幸宏・ピーター・バラカン　作曲･編曲：高橋幸宏
11. BEAT THE RAP（REMIX VERSION）／劇団スーパー・エキセントリック・シアター
  - 作詞：高橋幸宏・ピーター・バラカン・SET　作曲･編曲：高橋幸宏
12. MODERN LIVING（REMIX VERSION）／テストパターン
  - 作詞：比留間雅夫・Scott Kajiya　作曲･編曲：比留間雅夫
13. 怒濤の恋愛（NEW RECORDING）／戸川純
  - 作詞：戸川純　作曲：比賀江隆男　編曲：吉川洋一郎
14. HAWKS（REMIX VERSION）／インテリア
  - 作詞･作曲･編曲：日向大介
15. 鏡の中の十月（REMIX VERSION）／小池玉緒
  - 作詞：売野雅勇　作曲･編曲：細野晴臣・高橋幸宏・坂本龍一
16. 夢見る約束（ORIGINAL VERSION）／細野晴臣
  - 作詞･作曲･編曲：細野晴臣
17. PLATONIC STOCHASTIC 騒音譚詩／YEN ARTISTS

### レコード

#### 12インチシングル
SIDE 1
1. 又会う日まで〜GOD BE WITH YOU TILL WE MEET AGAIN（讃美歌405番）／YEN ARTISTS

SIDE 2
1. PLATONIC STOCHASTIC　騒音譚詩／YEN ARTISTS

#### LP
SIDE 1
1. RYDEEN（REMIX VERSION）／イエロー・マジック・オーケストラ
2. ROCK（NEW RECORDING）／立花ハジメ
3. STICKY MUSIC（REMIX FRENCH VERSION）／サンディー&ザ・サンセッツ
4. マロニエ読本（REMIX VERSION）／ゲルニカ
5. PETIT PARADIS（ENGLISH VERSION）／越美晴
6. POKALA（REMIX VERSION）／イノヤマランド
7. 西安の子供市場（REMIX VERSION）／太田螢一
8. ADAGIETTO（REMIX VERSION）／上野耕路

SIDE 2
1. IT'S GONNA WORK OUT（REMIX VERSION）／高橋幸宏
2. BEAT THE RAP（REMIX VERSION）／劇団スーパー・エキセントリック・シアター
3. MODERN LIVING（REMIX VERSION）／テストパターン
4. 怒濤の恋愛（NEW RECORDING）／戸川純
5. HAWKS（REMIX VERSION）／インテリア
6. 鏡の中の十月（REMIX VERSION）／小池玉緒
7. 夢見る約束（ORIGINAL VERSION）／細野晴臣